# Lench Mob Records
Lench Mob Record è la casa discografica indipendente fondata da Ice Cube specializzata nell'hip hop californiano e nel Gangsta rap.
È l'attuale casa discografica di WC e di suo fratello DJ Crazy Toones.

## Artisti attuali
- Ice Cube: fondatore e artista principale
- WC: tra i principali artisti dell'etichetta. Viene preceduto di importanza solo da Ice Cube
- DJ Crazy Toones: sottoscritto dal suo fratello WC, è il dj nei concerti e in alcuni brani.
- Hallway Productionz: duetto hip hop californiano
- Young Malay: rapper conosciuto per aver dato la voce a CJ, protagonista di GTA: San Andreas. È stato scritturato dopo le collaborazioni di WC e di Dj Crazy Toones nel suo album The Real Coast Guard
- The Trapp: nuovo duo scoperto da WC
- Doughboy: giovane artista. È il figlio maggiore di Ice Cube.
- OMG: giovane artista. Figlio minore di Ice Cube.
- Yung Mercury: giovane artista.

## Album pubblicati
| Nome Album                                | Artista  | Anno d'uscita | Note                                                            |
| ----------------------------------------- | -------- | ------------- | --------------------------------------------------------------- |
| Ass, Gas, or Cash (No One Rides for Free) | K-Dee    | 1994          | Primo album solista di K-Dee                                    |
| South Central Los Skanless                | Kausion  | 1995          | Primo e unico album del gruppo Kausion.                         |
| Laugh Now, Cry Later                      | Ice Cube | 2006          | Settimo album solista di Ice Cube                               |
| Guilty by Affiliation                     | WC       | 2007          | Terzo album solista di WC e il suo primo alla Lench Mob Records |
| Raw Footage                               | Ice Cube | 2008          | Ottavo album solista di Ice Cube                                |
| I Am the West                             | Ice Cube | 2010          | Nono e ultimo album solista di Ice Cube                         |
| Revenge of Barracuda                      | WC       | 2011          | Ultimo album di WC                                              |